# Family Man (singel)
Family Man – utwór napisany przez Mike’a Oldfielda, wydany jako singel w maju 1982. Opowiada o relacji prostytutki i jej potencjalnego klienta, którego nagabuje.
Tekst utworu, w przeciwieństwie do muzyki, został napisany przez wielu autorów. Śpiewa w nim szkocka wokalistka Maggie Reilly.

## Spis utworów
1. „Family Man” – 3:45
2. „Mount Teide” – 4:10

W tym samym roku powstał cover utworu, nagrany przez duet Hall & Oates.